# Batrachuperus taibaiensis
Batrachuperus taibaiensis (англ. Taibai stream salamander) — вид земноводних родини Кутозубі тритони ряду Хвостаті. Вид є ендеміком Китаю, описаний у 2001 році в провінції Шеньсі в горах Циньлін на висоті 1260 м поблизу міста Сіань. Ця саламандра живе у чистій, протічній воді гірських струмків. Тіло 16-21,7 см завдовжки.